# Iphiaulax australiensis
Iphiaulax australiensis är en stekelart som beskrevs av William Harris Ashmead 1900. Iphiaulax australiensis ingår i släktet Iphiaulax och familjen bracksteklar. Inga underarter finns listade i Catalogue of Life.